# Hugo Rex
Hugo Rex (* 9. Januar 1861 in Prag, Kaisertum Österreich; † 13. August 1936 ebenda) war ein österreichischer Arzt. Er ist Entdecker der inneren Gliederung der Leber.

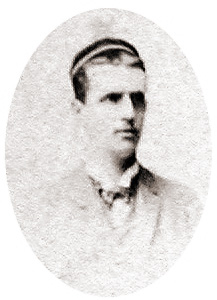
Hugo Rex

## Leben
Nach Studium an der Universität Prag, während dessen er im Corps Austria aktiv war, der Promotion zum Dr. med. und anschließender Habilitation wurde Rex zum Professor für Anatomie in Prag berufen.
1888 veröffentlichte er die Ergebnisse seiner Forschungen zur Gefäßarchitektur und inneren Gliederung der Leber der Säugetiere. Basierend auf der portalen Gefäßarchitektur teilte er die Leber in Segmente ein. Er legte damit die Grundlage für die gesamte künftige Leberforschung.

## Familie
Sein Bruder war der Maler Oscar Rex.

## Werke
- Beiträge zur Morphologie der Säugerleber. In: Morphologisches Jahrbuch 1888. 14, S. 517–616.

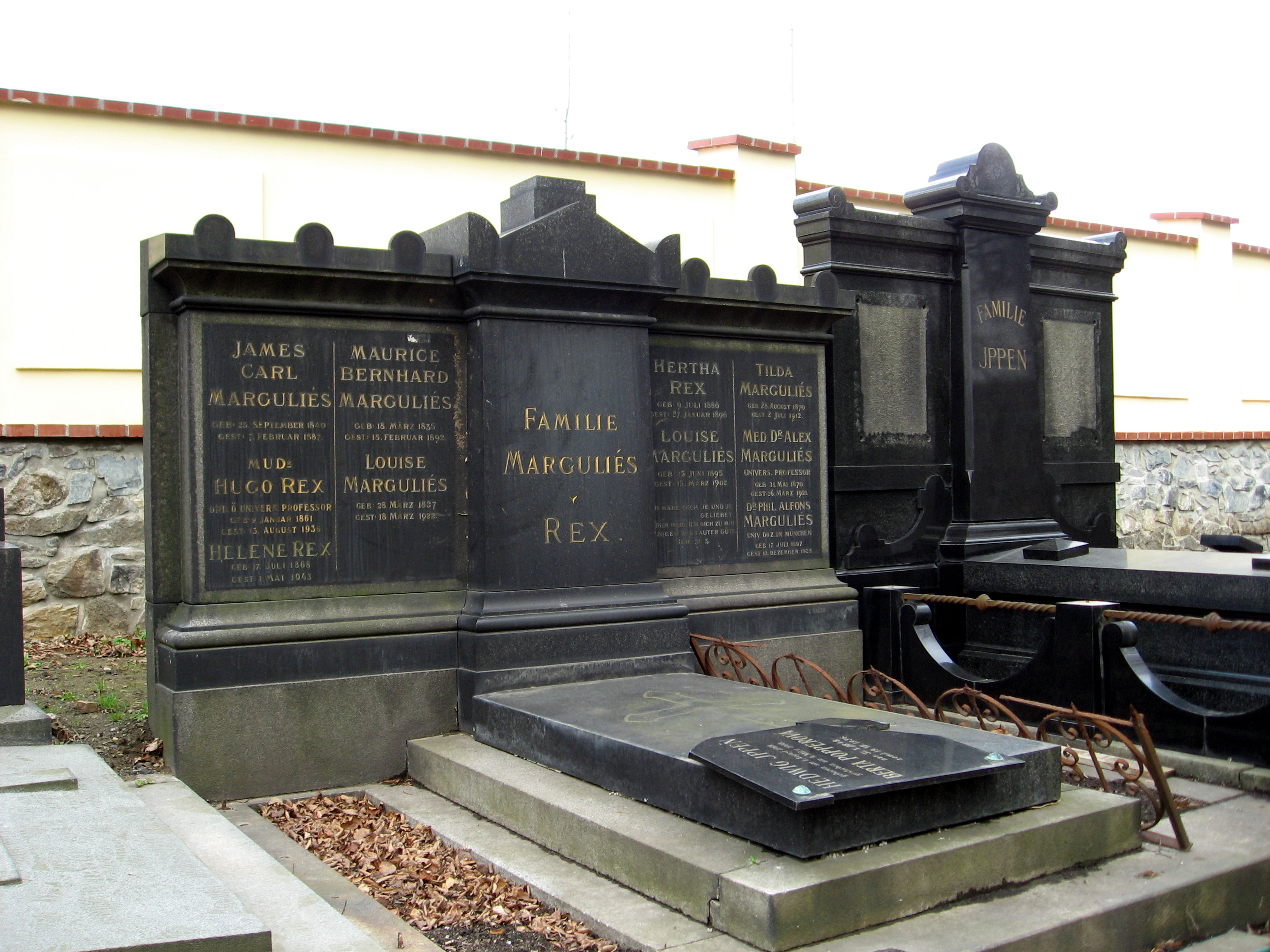
Grab von Hugo Rex auf dem Evangelischen Friedhof in Prag-Straschnitz